# 莘塍镇
莘塍镇是中国浙江省瑞安市管辖的一个镇。位于飞云江冲积平原，面积28.4平方公里，海岸线长4.5公里。镇管辖4个街道办事处，7个居民区，37个行政村。人口8万。镇政府驻下村。